# Beaverton (Oregon)
Beaverton és una població dels Estats Units a l'estat d'Oregon. Segons el cens del 2008 tenia 86.205 habitants.

## Demografia
Segons el cens del 2000, Beaverton tenia 76.129 habitants, 30.821 habitatges, i 18.646 famílies. La densitat de població era de 1.801,1 habitants per km².
Dels 30.821 habitatges en un 0% hi vivien nens de menys de 18 anys, en un 46,8% hi vivien parelles casades, en un 9,7% dones solteres, i en un 39,5% no eren unitats familiars. En el 29,7% dels habitatges hi vivien persones soles el 7,1% de les quals corresponia a persones de 65 anys o més que vivien soles. El nombre mitjà de persones vivint en cada habitatge era de 2,44 i el nombre mitjà de persones que vivien en cada família era de 3,07.
Per edats la població es repartia de la següent manera: un 25% tenia menys de 18 anys, un 10,6% entre 18 i 24, un 35,2% entre 25 i 44, un 20,3% de 45 a 60 i un 9% 65 anys o més.
L'edat mediana era de 33 anys. Per cada 100 dones de 18 o més anys hi havia 94,9 homes.
La renda mediana per habitatge era de 47.863$ i la renda mediana per família de 60.289$. Els homes tenien una renda mediana de 41.683$ mentre que les dones 31.204$. La renda per capita de la població era de 25.419$. Aproximadament el 5% de les famílies i el 7,8% de la població estaven per davall del llindar de pobresa.

## Poblacions més properes
El següent diagrama mostra les poblacions més properes.